# Новоукраїнка (Покровська міська громада)
Новоукраї́нка — село Покровської міської громади Покровського району Донецької області, в Україні. У селі мешкає 34 людей.

## Загальні відомості
Відстань до райцентру становить близько 7 км і проходить автошляхом E50.
Землі села межують із територією смт Шевченко Покровської міської ради Донецької області.

## Населення
За даними перепису 2001 року населення села становило 34 особи, з них 82,35 % зазначили рідною мову українську, 8,82 % — російську, 5,88 % — білоруську та 2,94 % — болгарську мову.